# Церковь Рождества Пресвятой Богородицы (Коныгин)
Церковь Рождества Пресвятой Богородицы (церковь Рождества Богородицы) — православный храм в хуторе Коныгин Ростовской области; Волгодонская епархия, Усть-Донецкое благочиние.
Является самым старинным храмом Усть-Донецкого района Ростовской области, сохранившимся до настоящего времени.
Адрес: Ростовская область, Усть-Донецкий район, хутор Каныгин, переулок Соборный, 24.

## История
Хутор Коныгин был основан в 1788 году и долгое время хутор не имел собственной церкви, поэтому его жители ходили на богомолье за шесть километров в станицу Раздорскую — в храм Донской иконы Божией Матери. Когда раздорская церковь стала тесной для жителей станицы и хутора, хуторяне ходатайствовали перед Донским архиепископом о разрешении на постройку храма. Разрешение было получено, начался сбор средств на его строительство, но начавшаяся в 1877 году русско-турецкая война вмешалась в планы коныгинцев, многие из которых ушли воевать. Когда казаки на следующий год вернулись домой, то состоялась закладка каменного однопрестольного храма в честь Рождества Пресвятой Богородицы. В 1879 году храм был построен и освящен. В 1883 году церковь хутора стала самостоятельной приходской церковью, прихожанами которой были жители двух хуторов — Каныгинского и Ольховского. В 1889 году вокруг церкви была установлена деревянная ограда, а в 1914 году — железная.
По заключению таганрогского искусствоведа В. К. Решетникова:

«Рождество-Богородицкая церковь в хуторе Каныгин относится к типу так называемых трапезных церквей, где главный объём объединён с трапезной и колокольней. Здание имеет вытянутый трёхступенчатый план, определяемый расположением архитектурных масс вдоль продольной оси восток-запад. Основное его ядро образует прямоугольный в плане объём двухсветного молитвенного зала, завершённый деревянной главой луковичной формы на граненом барабане. Декоративное убранство церкви представлено лопатками, использованными в вертикальных членениях всех объёмов, профилированными наличниками луковичных окон, филёнками и карнизами. За исключением элементов, свойственных древнерусской архитектуре (кокошники, порталы), оно типично для небольших приходских храмов конца XIX — начала XX веков».

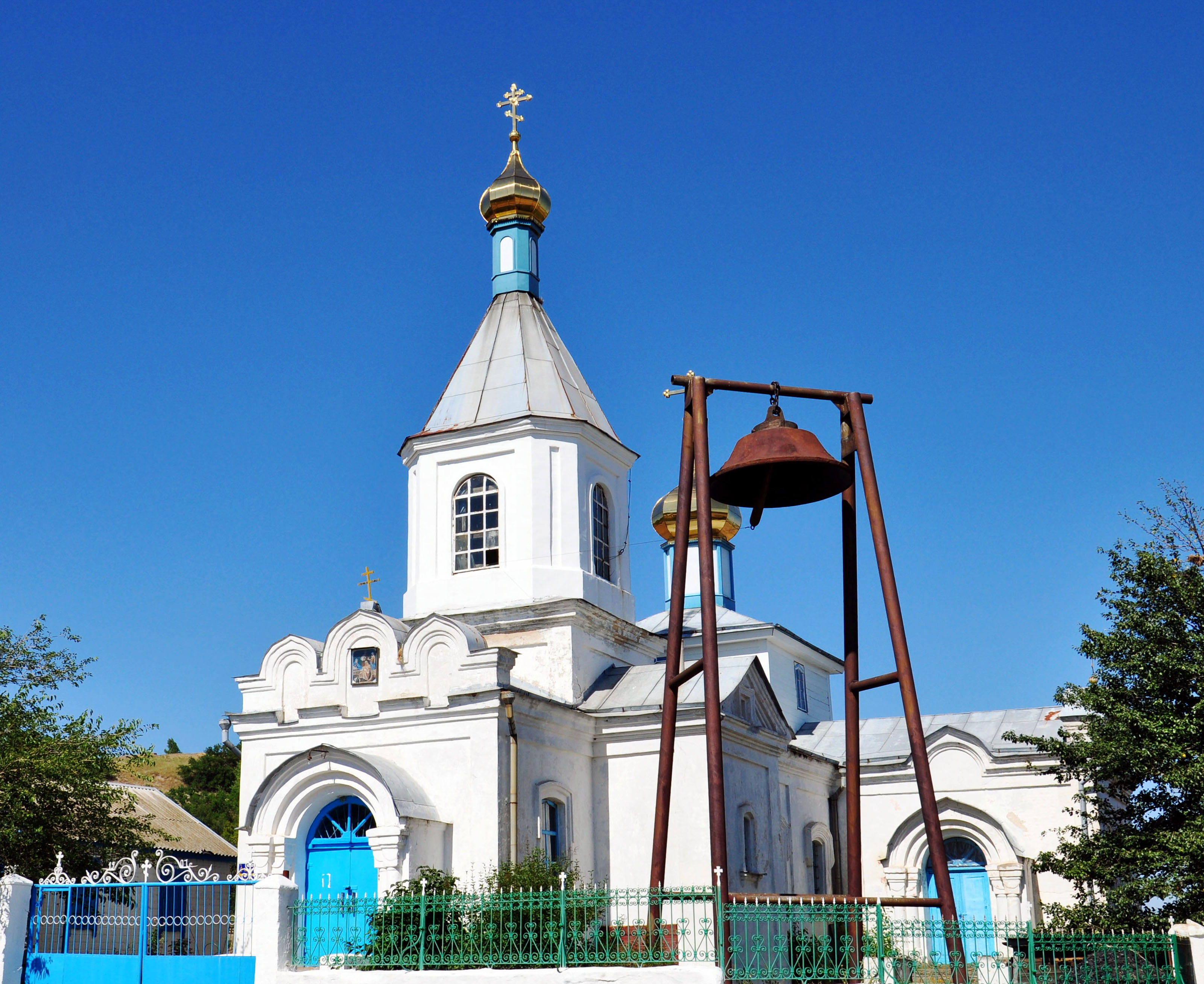
Церковь в 2012 году

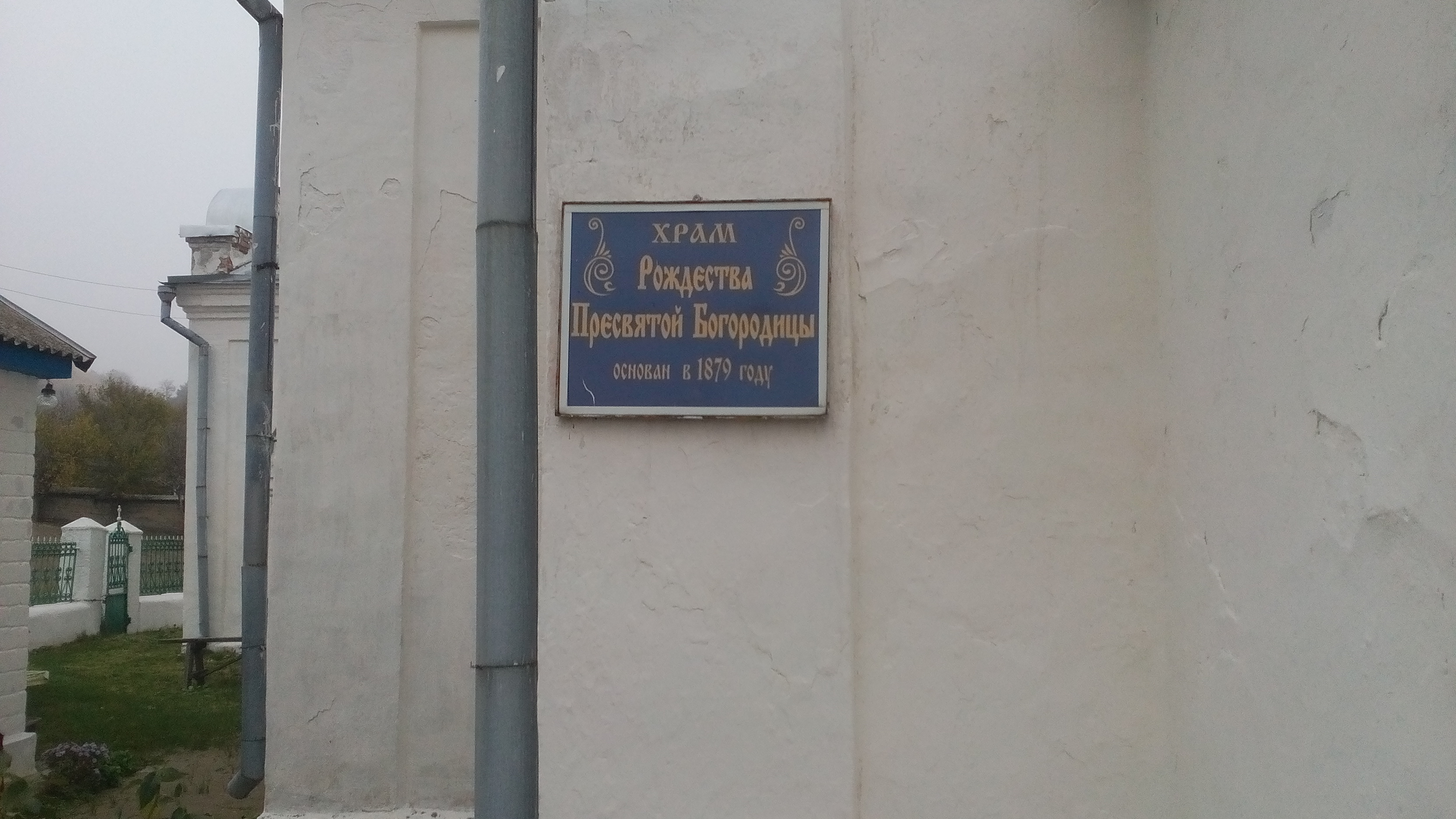
Церковь основана в 1879 году

После Октябрьской революции на долю храма выпали тяжёлые испытания. В 1920—1930 годах сорвали с колокольни колокол, здание церкви забили досками, планируя превратить его в склад. А когда летом 1962 года взорвали храм в станице Раздорской, то взрывники приехали с той же целью в хутор Коныгини, но жители отстояли свой храм. Также его не удалось закрыть из-за начавшихся гонений в «хрущёвские» времена.
С развалом СССР началась новая история церкви Рождества Пресвятой Богородицы. В 2003 году старые её купола (луковичные главы) были заменены на новые, позолоченные.